# 国際スケート連盟
国際スケート連盟（こくさいスケートれんめい、英: International Skating Union）は、フィギュアスケートやスピードスケート、ショートトラックスピードスケート、シンクロナイズドスケーティングなどのスケート競技を総合的に扱う国際競技連盟。略称は英語名よりISU。
1892年、オランダのスヘフェニンゲンで設立。スイスのローザンヌに本部を置く。2022年現在の会長は韓国人の金載烈が務めている。

## 加盟国
2017/2018年には以下の国と地域が加盟している。アンドラ、アルゼンチン、アルメニア、オーストラリア、オーストリア、アゼルバイジャン、ベラルーシ、ベルギー、ボスニア・ヘルツェゴビナ、ブラジル、ブルガリア、カンボジア、カナダ、中国、チャイニーズタイペイ、コロンビア、クロアチア、キプロス、チェコ、デンマーク、北朝鮮、エストニア、フィンランド、フランス、ジョージア、ドイツ、イギリス、ギリシャ、香港、ハンガリー、アイスランド、インド、インドネシア、アイルランド、イスラエル、イタリア、日本、カザフスタン、キルギス、ラトビア、リヒテンシュタイン、リトアニア、ルクセンブルク、マケドニア、マレーシア、メキシコ、モルドバ、モナコ、モンゴル、モロッコ、オランダ、ニュージーランド、ノルウェー、フィリピン、ポーランド、カタール、韓国、ルーマニア、ロシア、セルビア、シンガポール、スロバキア、スロベニア、南アフリカ、スペイン、スウェーデン、スイス、タイ、トルコ、ウクライナ、アラブ首長国連邦、アメリカ、ウズベキスタン。

## 世界選手権
各競技で国際スケート連盟が主催する世界選手権を初めて開催した年と都市を記す。
- 1893年: 男子スピードスケート、アムステルダム。
- 1896年: フィギュアスケートシングル、サンクトペテルブルク。
- 1903年: フィギュアスケート男子シングル、サンクトペテルブルク。
- 1906年: フィギュアスケート女子シングル、ダボス。
- 1908年: フィギュアスケートペア競技、 サンクトペテルブルク。
- 1936年: 女子スピードスケート、ストックホルム。
- 1952年: アイスダンス、パリ。
- 1970年: スプリントスピードスケート, ウィスコンシン州ウェストアリス。
- 1978年: ショートトラックスピードスケート、イギリスソリハル。
- 2000年: シンクロナイズドスケーティング、ミネアポリス。

## 歴代会長
1. ピム・ミュリエ（1892年 - 1895年）
2. ヴィクトル・バルク（1892年 - 1895年）
3. ウルリッヒ・サルコウ（1925年 - 1937年）
4. ヘリット・ファン・ラール（1937年 - 1945年）
5. ハーバート・クラーク（1945年 - 1953年）
6. ジェームズ・コッホ（1953年 - 1967年）
7. エルンスト・ラビン（1967年 - 1967年）
8. ジャック・ファヴァール（1967年 - 1980年）
9. オラフ・ポウルセン（1980年 - 1994年）
10. オッタビオ・チンクアンタ（1994年 - 2016年）
11. ヤン・ダイケマ（2016年 - 2022年）
12. 金載烈（2022年 - 現在）